# Новік Поліна Федорівна
Поліна Федорівна Новік (1952, село Третяківка Біловодського району, тепер Луганської області — загинула 13 жовтня 1983, тепер Луганська область) — українська радянська діячка, майстер машинного доїння колгоспу «Заповіт Леніна» Біловодського району Ворошиловградської області. Депутат Верховної Ради УРСР 10-го скликання.

## Біографія
Народилася в селянській родині. Освіта середня.
Трудову діяльність розпочала у 1968 році майстром машинного доїння корів колгоспу «Заповіт Леніна» Біловодського району Луганської (Ворошиловградської) області. Досягала високих надоїв молока. Член ВЛКСМ.
Була членом комітету ЛКСМУ та членом групи народного контролю колгоспу «Заповіт Леніна» Біловодського району Ворошиловградської області.

## Нагороди
- знак ЦК ВЛКСМ «Молодий гвардієць п'ятирічки»